# 阿尔冈希
阿尔冈希（法語：Arganchy，法語發音：[aʁɡɑ̃ʃi] ⓘ）是法国卡尔瓦多斯省的一个市镇，位于该省西部，属于巴约区。

## 地理
阿尔冈希（49°14'18"N, 0°43'53"W）面积7.07 平方千米，位于法国诺曼底大区卡爾瓦多斯省，该省份为法国西北部沿海省份，北濒大西洋英吉利海峡，东北与滨海塞纳省以海上边界相接，东临厄尔省，南至奧恩省，西与芒什省接壤。
与阿尔冈希接壤的市镇（或旧市镇、城区）包括：埃隆、盖龙、瑞艾蒙代、圣保罗迪韦尔奈、叙布勒。
阿尔冈希的时区为UTC+01:00、UTC+02:00（夏令时）。

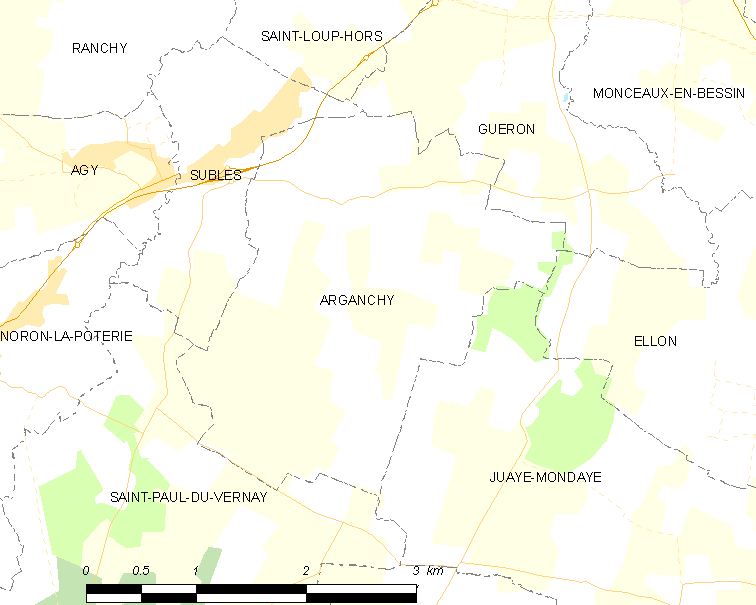
阿尔冈希的OSM定位图

## 行政
阿尔冈希的邮政编码为14400，INSEE市镇编码为14019。

## 政治
阿尔冈希所属的省级选区为巴约县。

## 交通
卡尔瓦多斯省省道D192线经过境内。

## 人口

1962-2008年间阿尔冈希人口变化图示

阿尔冈希于2022年1月1日时的人口数量为216人。